# Отанув
Отанув (пол. Otanów, нім. Wuthenow) — село в Польщі, у гміні Мислібуж Мисліборського повіту Західнопоморського воєводства.
Населення — 209 осіб (2011).
У 1975-1998 роках село належало до Гожовського воєводства.

## Демографія
Демографічна структура станом на 31 березня 2011 року:
|          | Загалом | Допрацездатний вік | Працездатний вік | Постпрацездатний вік |
| -------- | ------- | ------------------ | ---------------- | -------------------- |
| Чоловіки | 104     | 16                 | 76               | 12                   |
| Жінки    | 105     | 17                 | 62               | 26                   |
| Разом    | 209     | 33                 | 138              | 38                   |